# Данилович, Николай Францишек
Николай Францишек Данилович (пол. Mikolaj Franciszek Danilowicz; ? — 1688) — государственный и военный деятель Речи Посполитой, кравчий великий коронный с 1683 года, воевода подольский с 1687 года.

## Биография
Представитель знатного польского шляхетского рода Даниловичей герба «Сас». В 1666 году получил от своего дяди подчашия коронного Николая Даниловича червоногородское староство. В 1672 году — стал старостой борецким. Во времена короля Михаила Вишневецкого, поддерживал политическую партию своего родственника — гетмана Яна Собеского — его матерью была София Теофила Данилович — двоюродная сестра отца Николая Францишека.
В 1663 году сформировал панцерную хоругвь, которой руководил во время битв с турками в 1671 году и последующих годах. В 1683 году принимал участие в военных действиях против турок, участник Венской битвы. В 1686 году стал парчевским и любельским старостой, в 1687 году стал воеводой подольским.
Неоднократно был послом на сейм от галицкой земли.
Умер в 1688 году.

## Семья
- Отец — Франтишек Данилович (ум. 1653) — староста червоногородский.
- Мать — Эльжбета Катаржина Сапега, брак в 1636 году.
- Жёны:
  - Иоанна Потоцкая (ум. 1662);
  - София Грабианчанка (ум. 1667) — развод;
  - Ефрожина Скибицкая.
- Сын — Александр (ум. 1724) — королевский ротмистр и староста парчевский
- Сын — Ян (ум. 1730) — староста борецкий.
- Дочь — Франтишка — вышла замуж за старосту новоградского Песочинского.
- Дочь — Марианна — вышла замуж за старосту черничовского — Станислава Рубинского.